# Whatever (Hajasibara Megumi-album)
A Whatever Hajasibara Megumi második nagylemeze, mely 1992. március 5-én jelent meg a King Records kiadó gondozásában. Az első album után sokszínűbb, sokkal jobban hangszerelt albummal jelentkezett az énekesnő. Már ezen az albumon is találhatunk anime főcímdalokat, valamint erre az albumra is felkerült az első albumról a Nidzsi Iro no Sneaker dal, mert ez a Heartful Station nevű rádióműsor betétdala, csakúgy, mint a Tokyo Boogie Night, és hogy a két rádiós betét dal egy lemezen legyen. Az Oricon japán lemezeladási listán a tizennyolcadik helyezést érte el az album.

## Dalok listája
1. Joake no Shooting Star 4:50
2. Mamotte Ageru 4:25
3. Koi Muszóka 4:41
4. Prism Eye 3:34
5. Sószei (Nagare Bosi) 4:12
6. Still Waiting 5:44
7. Holy Road 4:30
8. Ame no Hi no Szugosikata 4:25
9. Back Seat Doll ga Mite Ita 3:36
10. Rjúszeiki Gakusaver 4:05
11. Hamabe no Diary 4:29
12. Nacu no Uneri 5:06
13. Distance 4:24
14. Tokyo Boogie Night 3:02
15. Nidzsi Iro no Sneaker 4:14